# Heinrich Lauenstein
Pour les articles homonymes, voir Lauenstein.
Heinrich Lauenstein (né le 28 septembre 1835 à Hüddessum, mort le 16 mai 1910 à Düsseldorf) est un peintre prussien.

## Biographie
Avant d'aller à l'académie des beaux-arts de Düsseldorf en 1859, Lauenstein est peintre décorateur. Il étudie ensuite auprès de Heinrich Mücke, Andreas Müller, Karl Müller, Karl Ferdinand Sohn et Rudolf Wiegmann. En juin 1863, il rejoint la classe de peinture d'histoire et de genre, devient l'élève d'Eduard Bendemann et à l'automne 1867 d'Ernst Deger. En 1864, il est nommé professeur assistant en classe élémentaire qu'il dirigera en 1881. En 1897, il est professeur de peinture d'histoire et religieuse à l'académie des beaux-arts de Düsseldorf ; il y a notamment pour élève Johann Georg Dreydorff.

## Œuvre

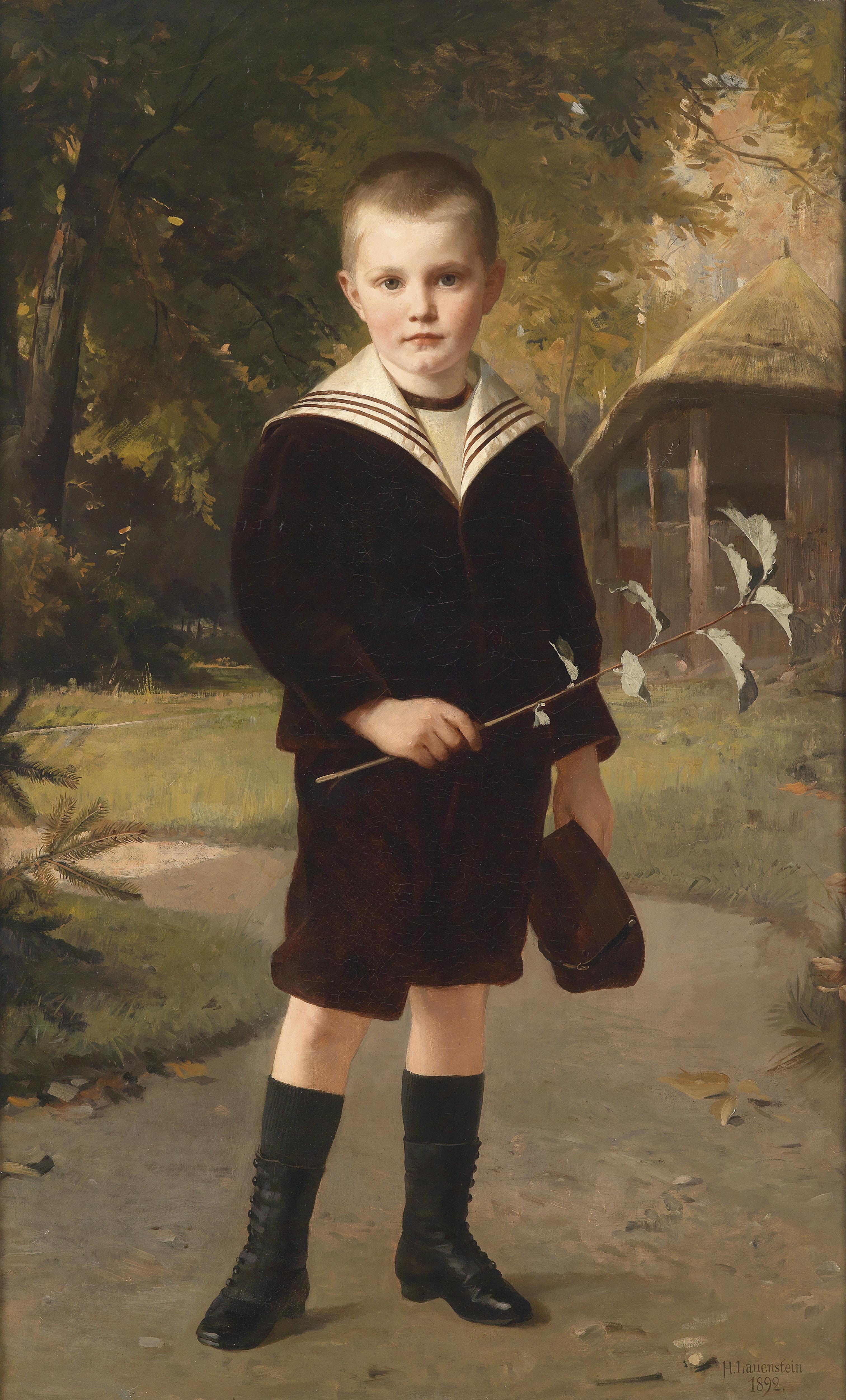
Garçon en tenue de marin, 1892

Lauenstein est fortement influencé par les nazaréens de Düsseldorf. Il vient à la peinture religieuse et historique grâce à Ernst Deger qui établit une nouvelle génération dans ce genre. Lauenstein aide Andreas Müller pour les fresques du musée ouvert en 1867 au château de Sigmaringen, vingt-six portraits de peintres et sculpteurs du Moyen Âge. En outre, Lauenstein fait plusieurs retables pour les églises néo-gothiques, en particulier à Düsseldorf et dans la Rhénanie.
En plus des œuvres sacrées, Lauenstein est connu pour des portraits et des scènes d'enfants.

## Élèves
- Georg Burmester (1864–1936)
- Max Clarenbach (1880–1952)
- Heinrich Hermanns (1862–1942)
- Heinrich Nauen (1880–1940)
- Heinrich Nüttgens (1866–1951)
- Fritz Reiss (1857–1915)
- August Schlüter (de) (1858–1928)
- Wilhelm Schreuer (1866–1933)
- Fritz von Wille (1860–1941)